# Pat Garrett
Patrick Floyd "Pat" Garrett (5. juni 1850 i Alabama, USA – 28. februar 1908) var sheriff.
Han er mest kendt som den der dræbte Billy the Kid, hvilket skete den 14. juli 1881. Garrett selv døde ved et baghold 1908, da han blev skudt i hovedet af revolvermanden James B. Miller.